# OPTION2
『OPTION2』（おぷしょん・つー）は、株式会社ディーズクラブが編集、三栄書房が出版していた自動車雑誌である。
毎月11日発売。1992年創刊、2015年1月号(2014年12月発売)をもって休刊。

## 概要
姉妹誌の『Option』が最新パーツや各社デモカーを大々的に取り上げているのに対し、同じ姉妹紙の『ドリフト天国』と並び、DIYなどのユーザー目線での特集が主立っているところが特徴である。
OPTとは違い、実車を表紙にしている。なお2008年1月号からは背景にカーボン風の色使いが用いられている。記事の内容としてはOPTと同じくパーツ特集が主だが、それに並ぶほどの扱いを受けているのがDIY特集である。ステッカーの施行や内装チューンから、大がかりなものではエアロやボンネット交換にも及ぶ。いずれも編集部員が実際に体験し、それから記事が構成されるスタイルなので、説得力があるとの評価を得ている。また、チューニングの合法化にも積極的で、法規が厳しくなる中、どのようにすればチューニングカーが車検に通るのか特集する機会も多い。2006年度からはぽつぽつと痛車や族車もクローズアップされるようになり脚光を浴びている。また痛車に関しては取材するだけにとどまらず、2010年後半からにかけてドリームクラブとのコラボマシン(S13/S14シルビア、Z30ソアラ)を制作している。
また、そのほかにも同誌では「OPT2耐久レース」なるものを主催している。1990年代前半から続いている由緒あるレースで、OPT2創設者の「マサ・サイトー」こと斎藤政夫が「ユーザー目線で楽しめるレースを作ろう」ということで「OPT2カップ」を立ち上げ、それが徐々にスプリントレースから耐久レースにシフトしていく形で今日まで継続されてきた。今では全国で行なわれる程に規模が拡大したが、初期に確立された独自のピットインシステムなどは現在も変わっていない。
2015年1月号をもって休刊した。

## 編集スタッフ

### 現在のメンバー
ヨッチィー
現編集長（四代目）。2008年7月号から在籍。
ダイボ
編集部員。愛車はマツダ・RX-7（FD3S）。
オータ
編集部員。愛車は日産・シルビア（S14）。
ミキティ
編集部員。愛車はホンダ・S2000（AP1）。前愛車のマツダ・RX-7（FD3S）がエンジンブローになったのを機にS2000に乗り換えた。
グッチ
編集部員。2008年8月号から在籍。

### 過去に在籍したメンバー
マサ・サイトー
初代編集長。FFでも車遊びは出来ると思うのポリシーの元、サンデーレースからドラッグレースまで行っていき、日本人初のFFストックボディ車でのSS1/4mile9秒台をHKSドラッグセリカの協力で達成した。しかし1998年12月14日、谷田部自動車研究所でホンダ・EK9シビックの最高速トライ中に事故により、35歳の若さで死亡した。
ロン編
二代目編集長。愛車はスカイラインGT-R32。
カジ編 … 加地伸康
三代目編集長。愛車はトヨタ・スープラ（JZA70）。独自のボサボサ頭がトレードマーク。ディーズクラブでも数少ないドラッガーでもある。
カヲル
編集部員。愛車はイエローのFC3Sで、RE雨宮の外装が特徴。ちなみに規制緩和前に構造変更していたらしく、車検証どおりにセッティングすると最低地上高が8cmになった。元気が製作したレースゲーム『首都高バトル01』にも出演している。
ホエゾーNEO
旧Option編集部員。愛車は日産・スカイライン→三菱・ランサーエボリューション。Option在籍時代からのDIY大好き人間。一時期少し席を外しただけで「車全バラにしてるぜ」などの事を他編集部員から言われていたほど。
ウエポンB … 上野剛夫（うえの たけお）
編集部員。愛車はスバル・インプレッサ（GC8型）。2008年1月号期にOPTから異動した。
リコ … 櫛田RIKO（くしだ りこ）
副編集長。愛車はトヨタ・ヴィッツRS（NCP13）。Optionファミリー唯一の女性編集者である。元OPT編集長だったフユ編との結婚を機に2008年2月号付で寿退社を発表したが、読者広場のスピンアウト倶楽部では残留を発表している。現在はファミ通の仕事をしている。前にはトヨタ・スターレット（EP82）にも乗っていた経歴があり、元気が製作したレースゲーム『首都高バトル01』にも出演した。その時のマシンはEP91だった。

## レギュラーコーナー

### 読者参加型
スピンアウト倶楽部（すぴんあうとくらぶ） … チュー（原かおる）＆リコ＆ミッポ（池田美穂）
読者のための投稿コーナー。「仲間と出会えるパーキングエリア」をコンセプトに展開している。体験談や自慢話、ゾロ目自慢コーナー、さらにチームメンバー募集やパーツ売買コーナーも網羅しているところはOPTのものとほぼ共通しているが、OPT2版ではそれに加えてボーイorガールフレンド募集コーナーも設けられている。また、チューナー4人による「4サイクルズ」の面々によるチューニング相談コーナーもある。

### コラム型
関西発の走り屋日記 まいど～、シャークですわ!!
2006年GT300においてシリーズチャンピオンドライバーとなったRE雨宮レーシングワークスドライバーの井入宏之の持ちコラム。コラムと言うよりは日記に近く、井入選手の身のまわりで起こったさまざまな出来事が関西弁交じりでつづられている。また、2006年ではコラム上で優勝発表も行なったりしていた。
世界に広がる日本車チューン Mr.コヤマの海外出張報告書
様々なハードチューニングカーを世に送り出すゴッドハンド、JUNオートメカニック代表取締役兼メカニックの小山進の持ちコラム。こちらもコラムと言うよりは海外での様々な出来事をつづる報告書になっている。また下段のほうには、これまで訪問した国名がビッシリと刻まれている。
日本チューニング界のドン“Dai”ちゃんのUSA通信 GO!GO!稲田大二郎のアメリカンレポート!!
飽くなき探究心でチューニング界発展のために尽力している株式会社サンプロス兼三栄書房名誉顧問の稲田大二郎の持ちコラム。以前までは「OPTグループ黒幕“Dai”ちゃんの1ヶ月 稲田大二郎の今月もDai暴走!!」というネーミングだったが、最近になって稲田がアメリカに行く機会が多くなったのを機に、2008年1月号掲載分からフルモデルチェンジを計ったもの。「日本とアメリカのチューニングの架け橋」になるべく奮闘する稲田の熱き思いがつづられている。
新☆実力派チューナー宣言
若手のチューナーたちが月毎のテーマに対して執筆するコラム。若手チューナーが対象ということで35才定年制が取られ、メンバーの入れ替わりも多数ある。